# Далиев, Дени Муслимович
Дени Муслимович Далиев (род. 11 января 1996, Грозный, Чечня, Россия) — российский футболист, полузащитник клуба «Спартак-Нальчик».

## Карьера
Воспитанник ростовского футбола. В 2014—2015 годах находился в системе «Терека», выступал за фарм-клуб. В 2016 году перешёл в «Легион-Динамо». В сезонах 2017/18 и 2018/19 защищал цвета «Ангушта». Летом 2019 года пополнил ряды черкесского «Интера». В феврале 2021 года подписал контракт со ставропольским «Динамо». В июле 2022 года перешёл во владимирское «Торпедо». В марте 2024 года пополнил ряды таджикского «Худжанда». 6 апреля дебютировал в Высшей лиге в матче против «Эсхаты» (2:1). Всего в элитном дивизионе провел 11 матчей, забил 1 мяч. Летом того же года покинул «Худжанд» и подписал контракт с клубом «Спартак-Нальчик».

## Семья
Отец: Муслим Далиев (род. 1964) — бывший футболист, а ныне — тренер. Младший брат: Дауд Далиев (род. 1997) также профессиональный футболист.